# Hadjina pallida
Hadjina pallida là một loài bướm đêm trong họ Noctuidae.